# Liste des sites Natura 2000 de la Haute-Garonne
Cet article recense les sites Natura 2000 de la Haute-Garonne, en France.

## Statistiques
La Haute-Garonne compte en 2016 douze sites classés Natura 2000. 
Huit bénéficient d'un classement comme site d'intérêt communautaire (SIC), quatre comme zone de protection spéciale (ZPS).
À noter que la Haute vallée de la Garonne est à la fois ZSC et ZPS donc nommée 2 fois et le site ZPS Vallées du Lisx, de la Pique et d'Oô recoupe l'aire des deux sites ZSC de la Haute vallée d'Oô et de la Haute vallée de la Pique.

## Liste

### Sites d'importance communautaire (SIC)
Cours d'eau
- Site Natura 2000 N° FR 7301631 Vallées du Tarn, de l'Aveyron, de l'Agout, du Viaur et du Gijou.
- Site Natura 2000 N° FR 7301822 Garonne, Ariège, Hers, Salat, Pique et Neste.

Vallées
- Site Natura 2000 N° FR 7300880 Haute vallée d'Oô.
- Site Natura 2000 N° FR 7300881 Haute vallée de la Pique.
- Site Natura 2000 N° FR 7300883 Haute vallée de la Garonne sur les communes d'Argut-Dessous, d'Arlos, Baren, Boutx, Burgalays, Cierp-Gaud, Fos, Gouaux-de-Luchon, Guran, Marignac, Melles, Portet-d'Aspet et Saint-Béat [1].

Autres
- Site Natura 2000 N° FR 7300884  Gar cagire (zones rupestres xérothermiques du bassin de Marignac, Saint-Béat, pic du Gar, montagne de Rié).
- Site Natura 2000 N° FR 7300885  Chainons calcaires du piémont commingeois.
- Site Natura 2000 N° FR 7300887 Côtes de Bieil et de Montousé.

### Zones de protection spéciale (ZPS)
- Site Natura 2000 N° FR 7312005  Haute vallée de la Garonne.
- Site Natura 2000 N° FR 7312009  Vallées du Lis, de la Pique et d'Oô.
- Site Natura 2000 N° FR 7312010  Vallée de la Garonne de Boussens à Carbonne.
- Site Natura 2000 N° FR 7312014  Vallée de la Garonne de Muret à Moissac.